# Roßbach (Ausztria)
Roßbach osztrák község Felső-Ausztria Braunau am Inn-i járásában. 2019 januárjában 929 lakosa volt.

## Elhelyezkedése

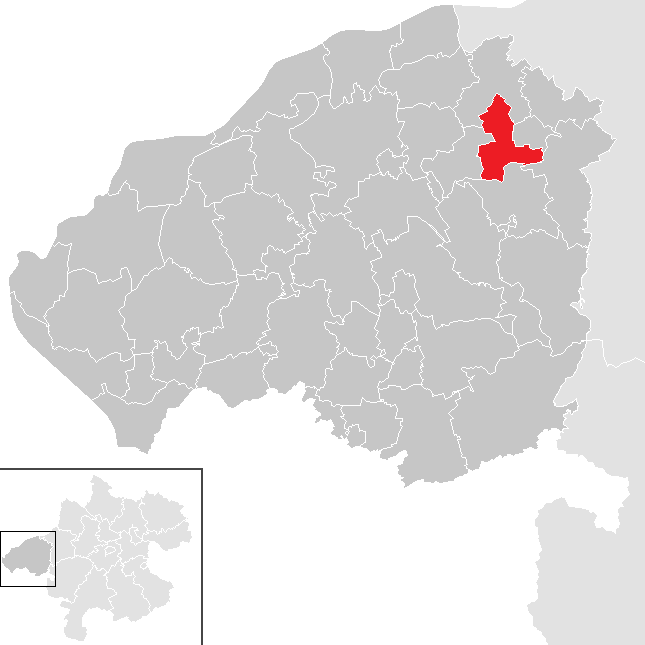
Roßbach a Braunau am Inn-i járásban

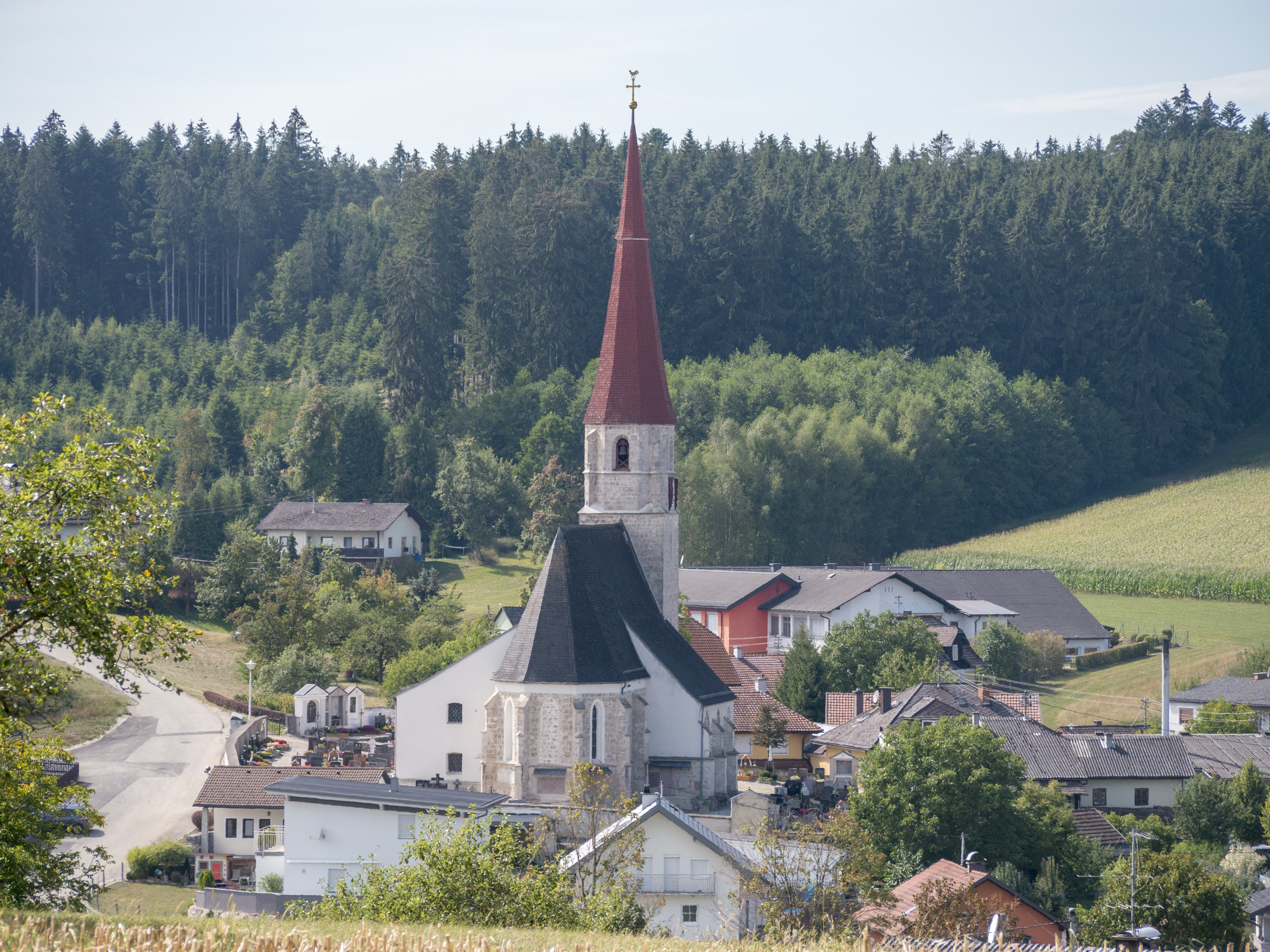
A Szt. Jakab-plébániatemplom

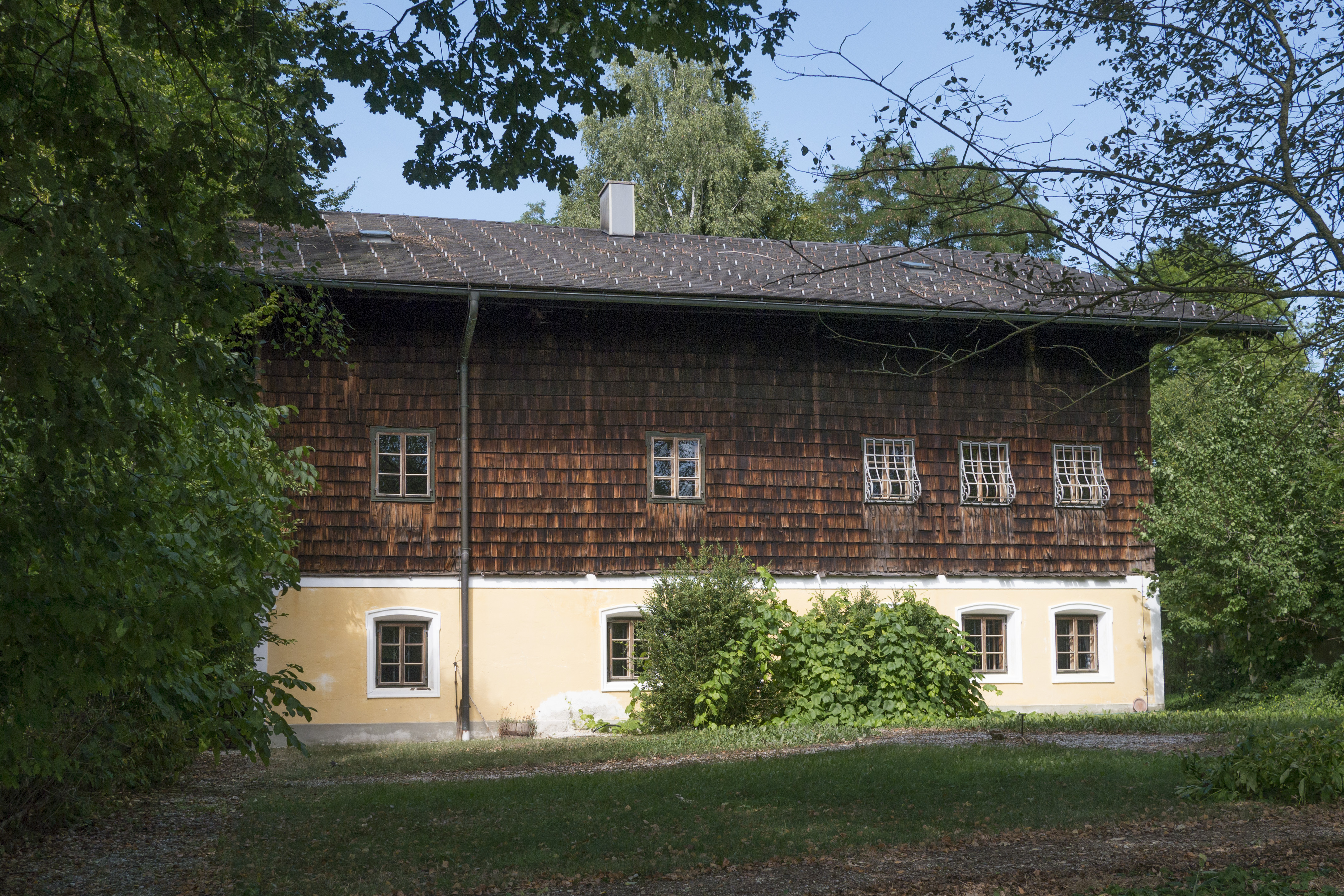
A volt katolikus plébánia

Roßbach Felső-Ausztria Innviertel régiójában fekszik az Innvierteli-dombságon. Területének 30,4%-a erdő, 63,5% áll mezőgazdasági művelés alatt. Az önkormányzat 22 településrészt és falut egyesít: Bruckwies (12 lakos 2018-ban), Buch (41), Edt (143), Fraham (96), Frieseneck (11), Grünau (23), Gschaidt (40), Hinteredt (21), Hofing (29), Hub (23), Jaiding (58), Krottenthal (3), Parschalling (10), Rödham (28), Roßbach (270), Schiefeck (24), Schwathof (14), Thal (19), Ursprung (19), Wesen (28), Wolfeck (10) és Zechleiten (7).
A környező önkormányzatok: északra Altheim, északkeletre Sankt Veit im Innkreis, keletre Aspach, délre Höhnhart, délnyugatra Treubach.

## Története
Roßbach alapításától kezdve egészen 1779-ig Bajorországhoz tartozott, amikor azonban a bajor örökösödési háborút lezáró tescheni béke következtében a teljes Innviertel Ausztriához került át. A napóleoni háborúk során 1809-ben a régiót a franciákkal szövetséges Bajorország visszakapta, majd Napóleon bukása után ismét Ausztriáé lett.
A köztársaság 1918-as megalakulásakor Roßbachot Felső-Ausztria tartományhoz sorolták. Miután Ausztria 1938-ban csatlakozott a Német Birodalomhoz, az Oberdonaui gau része lett. A második világháború után a község visszakerült Felső-Ausztriához.  

## Lakosság
A roßbachi önkormányzat területén 2019 januárjában 929 fő élt. A lakosságszám 1969-2011 között enyhén gyarapodó tendenciát mutatott; azüta némileg csökkent. 2016-ban a helybeliek 96,5%-a volt osztrák állampolgár; a külföldiek közül 2,1% a régi (2004 előtti), 1,2% az új EU-tagállamokból érkezett. 2001-ben a lakosok 95%-a római katolikusnak, 3,8% pedig felekezeten kívülinek vallotta magát. 
A lakosság számának változása:

| 2016 | 936 |
| 2018 | 935 |

## Látnivalók
- a Szt. Jakab-plébániatemplomot 1126-ban említik először. Háromhajós gótikus épületének belső terét barokkizálták.
- a műemléki védettségű volt katolikus plébánia

## Fordítás
- Ez a szócikk részben vagy egészben  a   Roßbach című német Wikipédia-szócikk ezen változatának fordításán alapul.  Az eredeti cikk szerkesztőit annak laptörténete sorolja fel. Ez a jelzés csupán a megfogalmazás eredetét és a szerzői jogokat jelzi, nem szolgál a cikkben szereplő információk forrásmegjelöléseként.